# The Kid's Pal
The Kid's Pal è un cortometraggio muto del 1921 scritto e diretto da Tom Buckingham.

## Produzione
Il film fu prodotto dalla Century Film.

## Distribuzione
Distribuito dall'Universal Film Manufacturing Company, il film - un cortometraggio in due bobine - uscì nelle sale cinematografiche USA il 27 aprile 1921.